# Coulonges-Cohan
Coulonges-Cohan és un municipi francès situat al departament de l'Aisne i a la regió dels Alts de França. L'any 2007 tenia 426 habitants.

## Demografia

### Població
El 2007 la població de fet de Coulonges-Cohan era de 426 persones. Hi havia 176 famílies de les quals 44 eren unipersonals (12 homes vivint sols i 32 dones vivint soles), 72 parelles sense fills, 56 parelles amb fills i 4 famílies monoparentals amb fills.
La població ha evolucionat segons el següent gràfic:
Habitants censats

### Habitatges
El 2007 hi havia 214 habitatges, 177 eren l'habitatge principal de la família, 27 eren segones residències i 10 estaven desocupats. 211 eren cases i 3 eren apartaments. Dels 177 habitatges principals, 146 estaven ocupats pels seus propietaris, 25 estaven llogats i ocupats pels llogaters i 6 estaven cedits a títol gratuït; 9 tenien dues cambres, 23 en tenien tres, 47 en tenien quatre i 98 en tenien cinc o més. 137 habitatges disposaven pel capbaix d'una plaça de pàrquing. A 88 habitatges hi havia un automòbil i a 71 n'hi havia dos o més.

### Piràmide de població
La piràmide de població per edats i sexe el 2009 era:
| Homes | Edats   | Dones |
| ----- | ------- | ----- |
| 0     | 95 o +  | 4     |
| 0     | 90 a 94 | 0     |
| 4     | 85 a 89 | 4     |
| 0     | 80 a 84 | 0     |
| 12    | 75 a 79 | 0     |
| 16    | 70 a 74 | 12    |
| 8     | 65 a 69 | 12    |
| 24    | 60 a 64 | 16    |
| 4     | 55 a 59 | 4     |
| 8     | 50 a 54 | 8     |
| 24    | 45 a 49 | 8     |
| 12    | 40 a 44 | 16    |
| 16    | 35 a 39 | 20    |
| 8     | 30 a 34 | 12    |
| 4     | 25 a 29 | 12    |
| 0     | 20 a 24 | 4     |
| 20    | 15 a 19 | 16    |
| 8     | 10 a 14 | 12    |
| 20    | 5 a 9   | 8     |
| 8     | 0 a 4   | 16    |

## Economia
El 2007 la població en edat de treballar era de 263 persones, 197 eren actives i 66 eren inactives. De les 197 persones actives 175 estaven ocupades (95 homes i 80 dones) i 22 estaven aturades (14 homes i 8 dones). De les 66 persones inactives 25 estaven jubilades, 12 estaven estudiant i 29 estaven classificades com a «altres inactius».

### Ingressos
El 2009 a Coulonges-Cohan hi havia 177 unitats fiscals que integraven 431,5 persones, la mediana anual d'ingressos fiscals per persona era de 18.513 €.

### Activitats econòmiques
Dels 17 establiments que hi havia el 2007, 1 era d'una empresa alimentària, 5 d'empreses de construcció, 3 d'empreses de comerç i reparació d'automòbils, 3 d'empreses de transport, 1 d'una empresa d'hostatgeria i restauració, 1 d'una empresa d'informació i comunicació i 3 d'entitats de l'administració pública.
Dels 6 establiments de servei als particulars que hi havia el 2009, 1 era una oficina de correu, 2 paletes i 3 guixaires pintors.
L'any 2000 a Coulonges-Cohan hi havia 10 explotacions agrícoles que ocupaven un total de 2.090 hectàrees.

## Equipaments sanitaris i escolars
El 2009 hi havia 2 escoles elementals.

## Poblacions més properes
El següent diagrama mostra les poblacions més properes.